# Краснобрюхий трупиал
Краснобрюхий трупиал (лат. Hypopyrrhus pyrohypogaster) — вид птиц из монотипического рода Hypopyrrhus семейства трупиаловых (Icteridae). Эндемик Колумбии.

## Описание
Длина тела самцов составляет примерно 30 см, самок — около 27 см. Общая окраска оперения чёрная, за исключением ярко-красного живота и подхвостовых перьев. Радужная оболочка глаза жёлтая или белая. Клюв конической, заострённой формы, чёрного цвета. Вокализация представляет собой мелодичные журчащие или хриплые звуки «глок-глок», «шлеее-о», «шлеее».

## Образ жизни
В любое время года, за исключением сезона размножения, краснобрюхие трупиалы встречаются в лесном пологе, объединяясь в небольшие шумные стаи, временами смешанные с другими видами трупиалов. Стаи насчитывают до 50 особей.
Основой питания служат фрукты и насекомые. В поисках пищи птицы карабкаются по ветвям, иногда располагаясь на них кверху брюхом.
Сезон размножения длится с марта по август. Гнездо, представляющее собой чашевидную структуру, помещается в развилках на деревьях. Строительным материалом для него служат засохшие листья и небольшие веточки. Яйца зеленовато-серого цвета, покрыты тёмно-коричневыми и сиреневыми пятнами и полосами. Отмечен гнездовой паразитизм со стороны больших воловьих птиц (Molothrus oryzivorus).

## Распространение и статус популяции
Краснобрюхие трупиалы распространены только в Колумбии, в трёх горных хребтах Анд. Населяют полог и опушки влажных горных лесов, плантации интродуцированных культур, кустарниковые местности и вторичные леса. Встречаются на высоте 800—2400 метров над уровнем моря. Ареал сильно сократился в XX веке, с 1980-х годов птицы наблюдаются в основном локально и в небольших количествах. Крупные стаи ещё сохраняются в горах вокруг города Медельин. Краснобрюхие трупиалы замечены в национальных парках Татама и Куэва-де-лос-Гуачарос, резервате Otun-Quimbaya и лесу Ucumari.
Основной угрозой для краснобрюхого трупиала выступает деградация среды обитания, вызванная лесозаготовками и расширением сельскохозяйственных угодий. Его иногда преследуют как вредителя посевных культур. В 2012 году Международный союз охраны природы понизил статус краснобрюхого трупиала с категории «вымирающих» (Endangered) до ранга «уязвимых» (Vulnerable). Исследования указали на более широкий, чем считалось ранее, ареал, отсутствие сильной фрагментации местообитаний, а также недооценённость размера популяции. Популяция в 2018 году оценивалась в 2500—9999 взрослых особей, основываясь на оценке существующих данных и описаниях численности птиц и размеров их ареала.